# Capella de Sant Ponç de Sant Celoni
Sant Ponç és una església de Sant Celoni (Vallès Oriental) inclosa a l'Inventari del Patrimoni Arquitectònic de Catalunya. Formava part de l'antic hospital de mesells o leprosos anomenat de Sant Nicolau situat fora de la muralla per no encomanar la malaltia als vilatans. Tot i que és un bon exemplar de l'estil romànic popular es tracta d'un edifici tardà, de finals del segle xii o del xiii. El seu atractiu radica en la simplicitat de la construcció. De les tres esglésies romàniques que hi havia a la vila, la de Sant Ponç és l'única que ha perviscut en la seva forma original, malgrat ser la més tardana i la de menor importància, al costat de la parròquia de Sant Martí de Pertegàs o l'esglesiola de Sant Celdoni, que no han tingut tanta sort.

## Descripció
És un edifici religiós, de paredat a l'exterior. Té un absis circular, en el centre hi ha una finestra espitllera amb arc de mig punt. En la paret sud hi ha dues finestres amb arc de mig punt semblants a les de l'absis i una porta senzilla igual a la de l'entrada, de mig punt, esbiaixada a la dreta i una espitllera al centre. Corona la façana una espadanya senzilla amb una obertura. L'interior és d'una sola nau sense trams. Hi ha un altar de pedra, modern. Sobre una lleixa hi ha la imatge de Sant Ponç.

## Història
En un principi, alguns historiadors la consideraren preromànica a causa de la presència d'opus spicatum, però aquest sistema constructiu s'utilitzà també en altres èpoques més tardanes. La capella no apareix a cap document fins al 1338. Inicialment estava dedicada a Sant Nicolau i la leproseria o hospital rebia el nom de Casa de Sant Nicolau. Aquesta casa, reedificada entre finals del segle xvi i començament del XVII i coneguda darrerament com cal Gravat, era davant de la capella i s'enderrocà cap al 1974, quan es començaren a construir els blocs de pisos que envolten l'edifici. La fundació de l'hospital està vinculada segurament a l'Orde dels Hospitalers de Sant Joan de Jerusalem, senyors de la vila entre 1151 i 1405.
El 1583, com que no hi havia cap leprós a la Casa de Sant Nicolau, el bisbe ordenà la seva unió amb l'Hospital de la Vila o de Sant Antoni, situat al carrer Major, al barri de la Vilanova. Aquest darrer acollia als pobres i malalts i, com que sempre era ple, necessitava disposar de més recursos. El 1633 es donà permís per vendre la Casa i possessions de Sant Nicolau per recollir diners per ajudar a la construcció de la nova església parroquial.
A extramurs de la vila hi havia l'hospital de malalts pobres o leprosos de Sant Nicolau de Sant Celoni, amb una petita església romànica que des del segle xix es coneix amb el nom de Sant Ponç. L'any 1840 es va restaurar i el 1952 l'absis que estava esquerdat es restaurà de nou.
A començament del segle xix la capella ja estava dedicada a Sant Ponç, i el 1958 es consolidà l'absis i s'hi posà un altar de pedra. La tradicional benedicció de roses, que es fa la diada de Sant Ponç (11 de maig), ja se celebrava el 1933. La nova urbanització de la plaça, que porta el nom del músic celoní Rafael Ferrer, s'estrenà el 1998. La capella va ser el punt de partida del projecte, que harmonitzà l'entorn amb arbres i grans jardineres per mitigar l'impacte de la construcció massiva d'habitatges, testimoni del creixement incontrolat dels anys setanta. L'exterior de la capella es restaurà amb encert el 1998 i l'interior, que es deixà amb la pedra vista, s'enllestí el 2003. S'hi celebra missa els diumenges.

## Galeria d'imatges

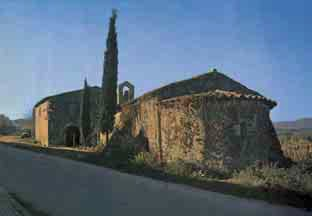
Sant Ponç i l'Hospital de leprosos
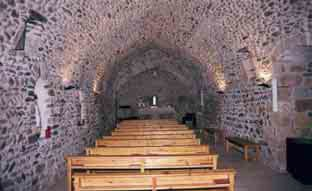
Interior
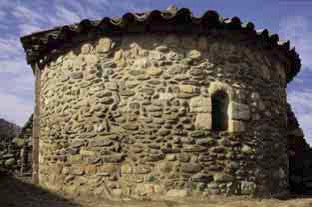
Absis